# Unival

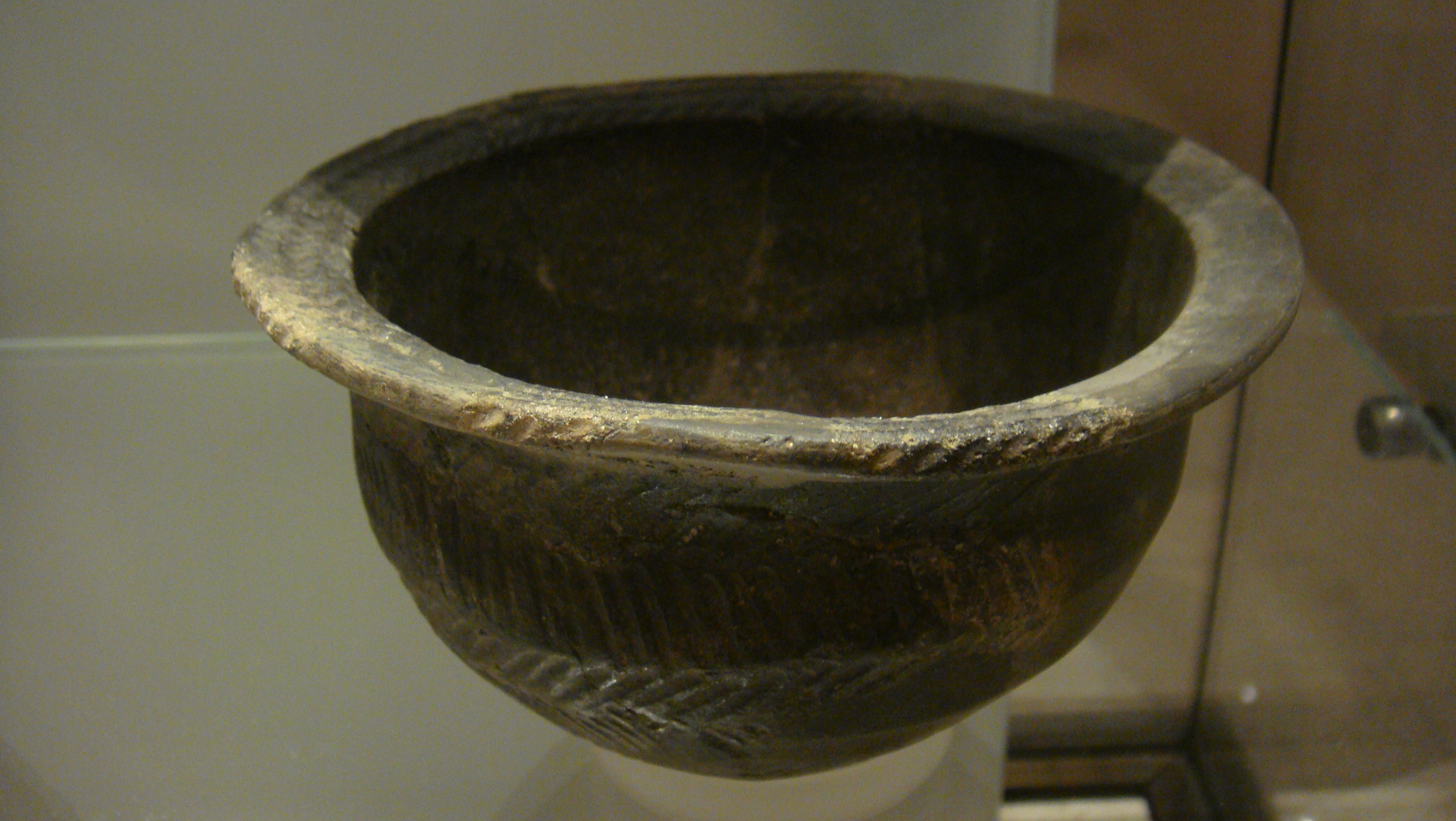
Schale von Unival

 Der Cairn von Unival ist ein auf einem Hügel gelegenes polygonales Passage Tomb unweit der Ortschaft Bayhead im Westen der Hebrideninsel North Uist in Schottland (Site Number NF86NW 4). Die Megalithanlage entstand wahrscheinlich in der Jungsteinzeit im 4. Jahrtausend v. Chr. und wurde über die Bronzezeit bis in die Eisenzeit genutzt. Aus all diesen Perioden wurden bei den archäologischen Ausgrabungen Keramiken gefunden. Die Anlage ist als Scheduled Monument geschützt.

## Ausgrabungen
Das Passage Tomb vom Orkney-Cromarty-Typ (OC) wurde durch W. Lindsay Scott 1935 und 1939 ausgegraben. Der Grabungsbericht erschien, abgesehen von kleineren Mitteilungen über die gefundene Keramik, wegen der Kriegsjahre 1939 bis 1945 erst im Jahr 1950.

## Beschreibung
Die Anlage hat einen unregelmäßigen, annähernd quadratischen Steinhügel von etwa 16 Metern Seitenlänge. Die polygonale Kammer ist durch einen 1,4 Meter langen Gang von der Südostseite her zu betreten. Von den ungewöhnlich hohen Randsteinen des Hügels sind noch zehn vorhanden. Fünf davon bilden die Orthostaten einer Fassade, bei der sich Megalithen und Trockenmauerwerk abwechseln. Der Grundriss dieser Fassade, in deren Mitte sich der Eingang der Anlage befand, erscheint leicht nach außen gewölbt. Die Steinhöhe nimmt zum Eingang hin zu und erreicht dort 2,5 Meter.
Bei der Ausgrabung in den 1930er Jahren wurden in der Kammer und im Gang zahlreiche Scherben einer Keramik gefunden, die von der Eilean na Tighe einer der Shiant Islands (Harris) stammt und bisher nur in Unival und in der Megalithanlage von Clettraval gefunden wurde. Zwei Steinbälle (einer aus Bimsstein) fanden sich im Kammerbereich. In einer Steinkiste innerhalb der Kammer (siehe Quartier) wurden die Überreste einer mehr als 25 Jahre alten Frau und die Rippen eines etwas jüngeren Individuums gefunden, die zu einer früheren Bestattung zu gehören scheinen.
Während der Eisenzeit wurde in die Nordostseite des Hügels ein Haus mit zwei Räumen eingebaut. Dazu wurde ein Teil der Umfassungssteine entfernt. Weitere, nicht ausgegrabene Häuser liegen im Nordwesten des Hügels. Zu dieser Zeit war das Kammerdach bereits entfernt. Es wird angenommen, dass die Kammer zweckentfremdet verwendet wurde.
Etwa sieben Meter von der Südwestecke des Grabes entfernt steht ein etwa drei Meter hoher Menhir (Standing Stone), der bis 1,45 Meter breit ist. Von diesem Stein aus sieht man gleichzeitig die Megalithanlagen von South Clettraval und das Passage tomb von Barpa Langass.